# Pontania proxima
Pontania proxima – gatunek błonkówki z rodziny pilarzowatych.

## Zasięg występowania
Gatunek bardzo szeroko rozpowszechniony w Europie. Notowany w Austrii, na Białorusi, w Belgii, Bułgarii, na Cyprze, w Czechach, Estonii, Finlandii, we Francji, w Hiszpanii, Holandii, Irlandii, na Łotwie, w Mołdawii, Niemczech, Norwegii, Polsce, Portugalii, Rumunii na Słowacji, w Szwajcarii, Szwecji, na Ukrainie, Węgrzech, w Wielkiej Brytanii i we Włoszech(łącznie z Sardynią i być może Sycylią). Występuje również w Ameryce Północnej.

## Budowa ciała
Gąsienice osiągają do 10 mm długości. Ubarwienie ciała zółtawozielone z białawymi nogami i brązowymi pazurami. Głowa brązowoczarna, błyszcząca.
Imago osiągają 3 - 4,5 mm długości. Ubarwienie ciała czarne, połyskujące, z białawo-żółtymi nogami.

## Biologia i ekologia
Gatunek związany Wierzbą kruchą i wierzbą białą. Często wstępuje licznie.
W ciągu roku występują dwie generacje. Imago pierwszej generacji spotykane są w maju, składają one jaja do pąków liściowych. Larwy atakują rozwijające się liście, tworząc na nich galasy z pojedynczymi osobnikami. Dojrzałe wyrośla są koloru czerwonego od góry oraz zielonożółtego od spodu i mają taką samą grubość po obu stronach liścia, zaś ich powierzchnia jest gładka z licznymi wypukłościami. W trakcie swojego rozwoju larwa wydala odchody przez niewielki otwór znajdujący się w dolnej ściance galasu. W pełni rozwinięte gąsienice przepoczwarczają się w kokonach w ziemi lub w szczelinach kory. Imago drugiej generacji spotykane są w lipcu. Składają one jaja w rozwiniętych liściach. Gąsienice drugiej generacji zwykle w pełni rozwijają się w październiku.

## Znaczenie dla człowieka
Galasy obniżają atrakcyjność wyglądu roślin ozdobnych, lecz nie wpływają na ich zdrowotność.